# 퀘벡 윈터 카니발

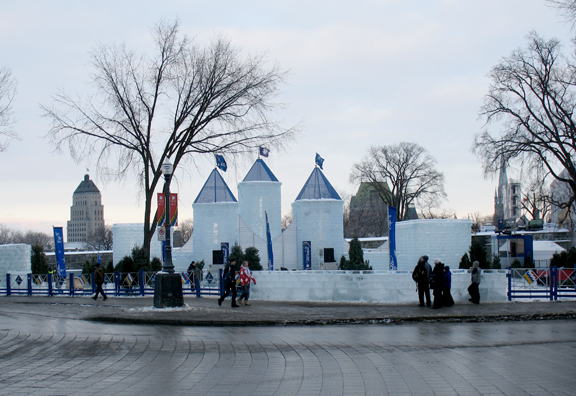
2011년의 퀘벡 윈터 카니발

퀘벡 윈터 카니발(영어: Quebec Winter Carnival, 프랑스어: Carnaval de Québec)은 매년 1월부터 2월에 걸쳐 캐나다의 퀘벡 시티에서 17일간의 일정으로 열리는 눈축제이다.

## 갤러리

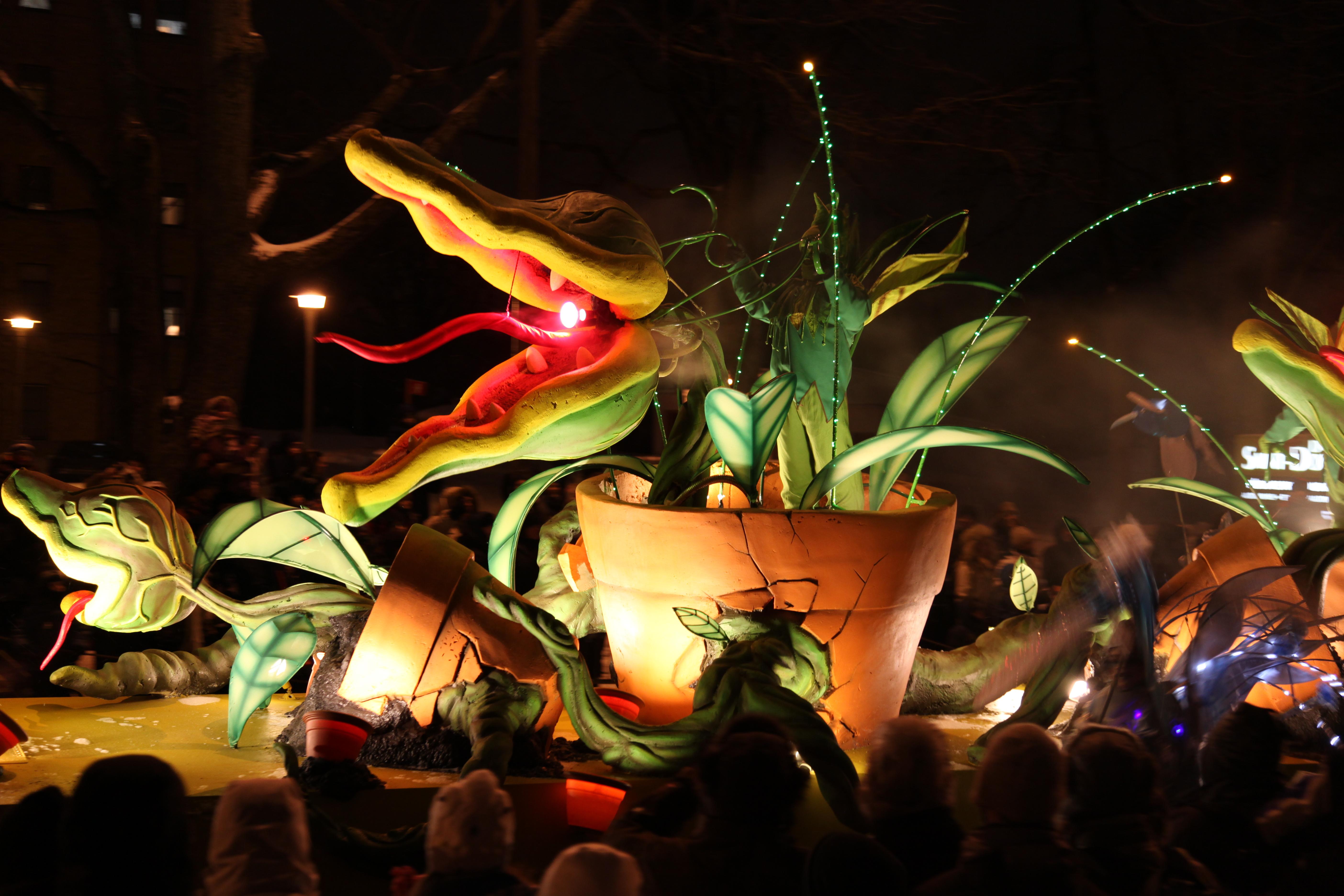
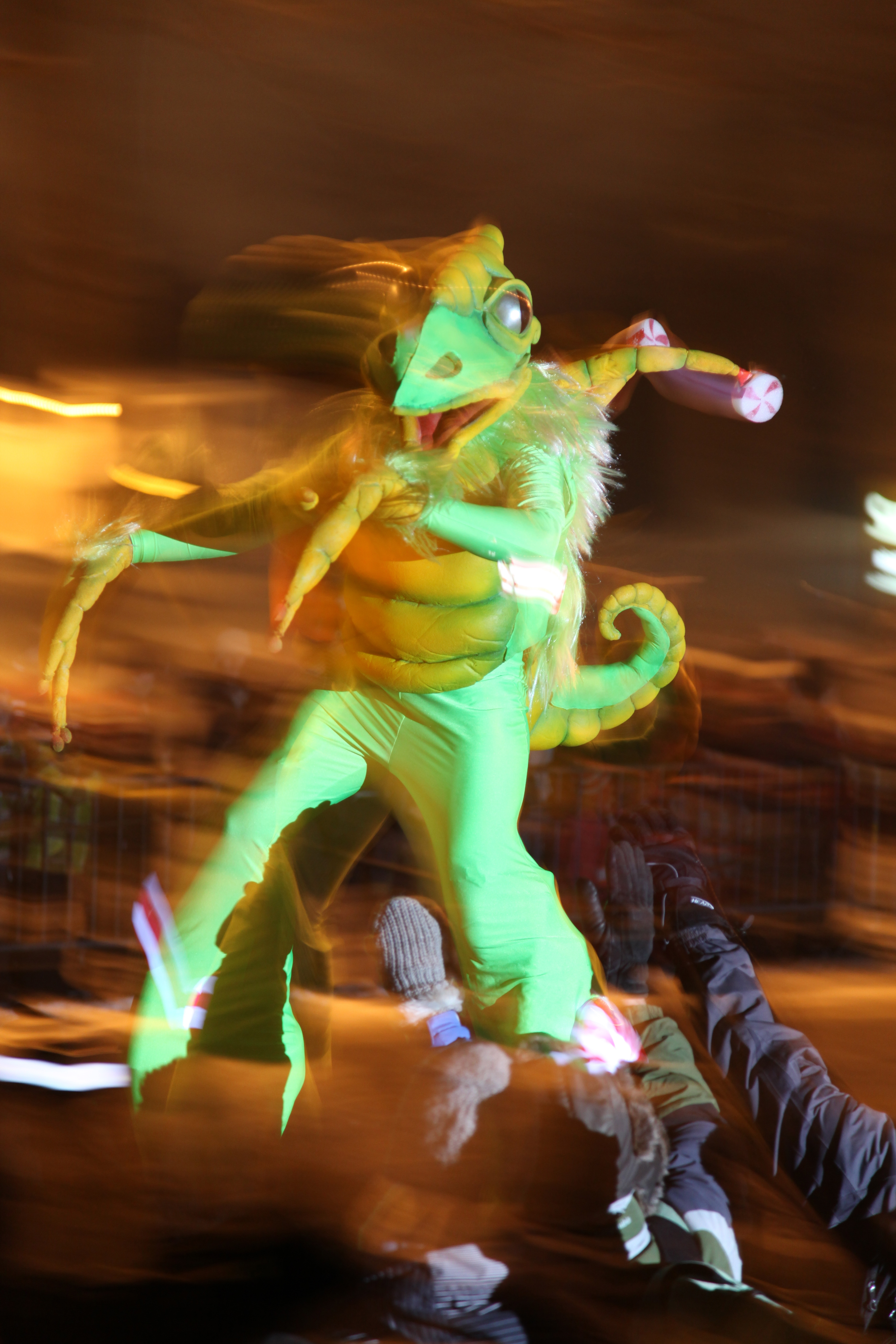